# Блек Кроус
„Блек Кроус“ (на английски: The Black Crowes) е бивша американска блус рок група, която е продала над 20 милиона копия от своите албуми.
„Кроус“ са основани официално през 1989 г. в Атланта, Джорджия от братята Крис (вокал) и Рич (китара) Робинсън. Акламирани са от Мелъди Мейкър, като най-рокендрол рок групата в света. През 1990 г., читателите на списание Ролинг Стоун ги избират за най-добрата нова американска група. В листата на VH1 „100 най-велики артисти в хардрока“, „Блек Кроус“ са поставени на 92-ра позиция.

## Дискография

### Студийни албуми
- Shake Your Money Maker (1990) – статус „Мулти платинен“ 5х (над 5 000 000 продадени копия в САЩ и Канада)[4]
- The Southern Harmony and Musical Companion (1992) – статус „Мулти платинен“ 2х (над 2 000 000 продадени копия в САЩ и Канада)[4]
- Amorica (1994) – статус „Златен албум“ (над 500 000 продадени копия в САЩ и Канада)[4]
- Three Snakes and One Charm (1996)
- By Your Side (1999)
- Lions (2001)
- Warpaint (2008)
- Before the Frost...Until the Freeze (2009)
- Croweology 2CD (2010)

### Концертни албуми
- Live at the Greek (с участието на Джими Пейдж) (2000) – статус „Златен албум“ (над 500 000 продадени копия в САЩ и Канада)[4]
- Live (2002)
- Freak 'n' Roll...Into the Fog (2005)
- Warpaint Live (2009)